# Шмульян, Моисей Петрович
Моисей Петрович (Пинхусович) Шмульян (6 февраля 1899, Херсон — 27 августа 1955, Одесса) — украинский советский экономист, специалист по бухгалтерскому учёту.

## Биография
Родился в Херсоне, вторым из четверых детей в семье Пинхуса Лейбовича Шмульяна (1862—1931) и Софьи Гершевны Коц (1864—1935). Семья Шмульян происходила из Голой Пристани Херсонской губернии. В молодости играл в театральной труппе Шумского в Херсоне.
Кандидат экономических наук. Был доцентом кафедры экономики промышленности Института технологии зерна и муки имени И. В. Сталина, научным сотрудником Всесоюзного научного инженерно-технического общества машиностроителей (ВНИТОМаш), профессором  Одесского общественного университета. В годы Великой Отечественной войны был эвакуирован с семьёй на Урал, откуда переведён в Москву, работал во Всесоюзном заочном финансово-экономическом институте.
Профессор и заведующий кафедрой бухгалтерского учёта Одесского института народного хозяйства, затем организованного на его основе Одесского кредитно-экономического института.
Автор книг «Капиталооборот и методы его исчисления» (1925), «Как читать баланс предприятия» (1941), «Анализ баланса и отчёта промышленных предприятий» (1944).

## Семья
- Жена — Эмилия Мироновна (Мееровна) Эдельштейн (1904—1977).
  - Дочери — одесская поэтесса и юрист Галина Моисеевна Шмульян (в замужестве Ташма; 1929—2006), автор сборников «Разноцветные стёклышки» (1996) и «Стремянка» (1999)[5][6]; переводчик Адель Моисеевна Шмульян (в замужестве Гроссман, род. 1924), автор «Хрестоматии по немецкому языку для студентов экономических вузов»[7].
- Брат — учёный-медик, офтальмолог Лев Петрович (Пинхусович) Шмульян (1891—1946), пионер пересадки трупной роговицы в СССР, кандидат медицинских наук («Частичная сквозная пересадка роговицы с консервированного глаза трупа», 1937); его сын — математик Юрий Львович Шмульян (1927—1990)[8][9][10].
- Двоюродные братья — шашист и шашечный теоретик Теодор Лейбович Шмульян; математик Витольд Львович Шмульян.
- Троюродный брат — учёный в области автоматического управления Б. Л. Шмульян (род. 1938).